# Ashbridges Bay
Ashbridges Bay är en vik i Kanada.   Den ligger i provinsen Ontario, i den sydöstra delen av landet, 300 km sydväst om huvudstaden Ottawa.